# Proyecto de ley de Indiana sobre pi
El proyecto de ley de Indiana sobre pi (en inglés Indiana Pi Bill) es el apodo que se le dio al proyecto de ley número 246 de las sesiones del año 1897 de la Asamblea General de Indiana (Estados Unidos), uno de los intentos más famosos por establecer una verdad científica mediante un acto legislativo. A pesar de su nombre, el principal punto que proclama el proyecto es un método para cuadrar el círculo, y no establece explícitamente un valor para el número π, aunque el proyecto contiene ciertos párrafos que parecen sugerir varios valores incorrectos de π, tales como 3,2. 
El proyecto de ley nunca fue promulgado, gracias a la intervención de un profesor de matemáticas que se encontraba presente en la legislatura, que puso en evidencia la inconsistencia y los errores matemáticos que poseía la propuesta de ley.
En 1882, Ferdinand von Lindemann había demostrado con rigurosidad la imposibilidad de cuadrar el círculo utilizando solo un compás y una regla. Ya desde tiempos antiguos eran conocidos mejores valores aproximados de π que los que se infieren del proyecto de ley.

## Historia legislativa

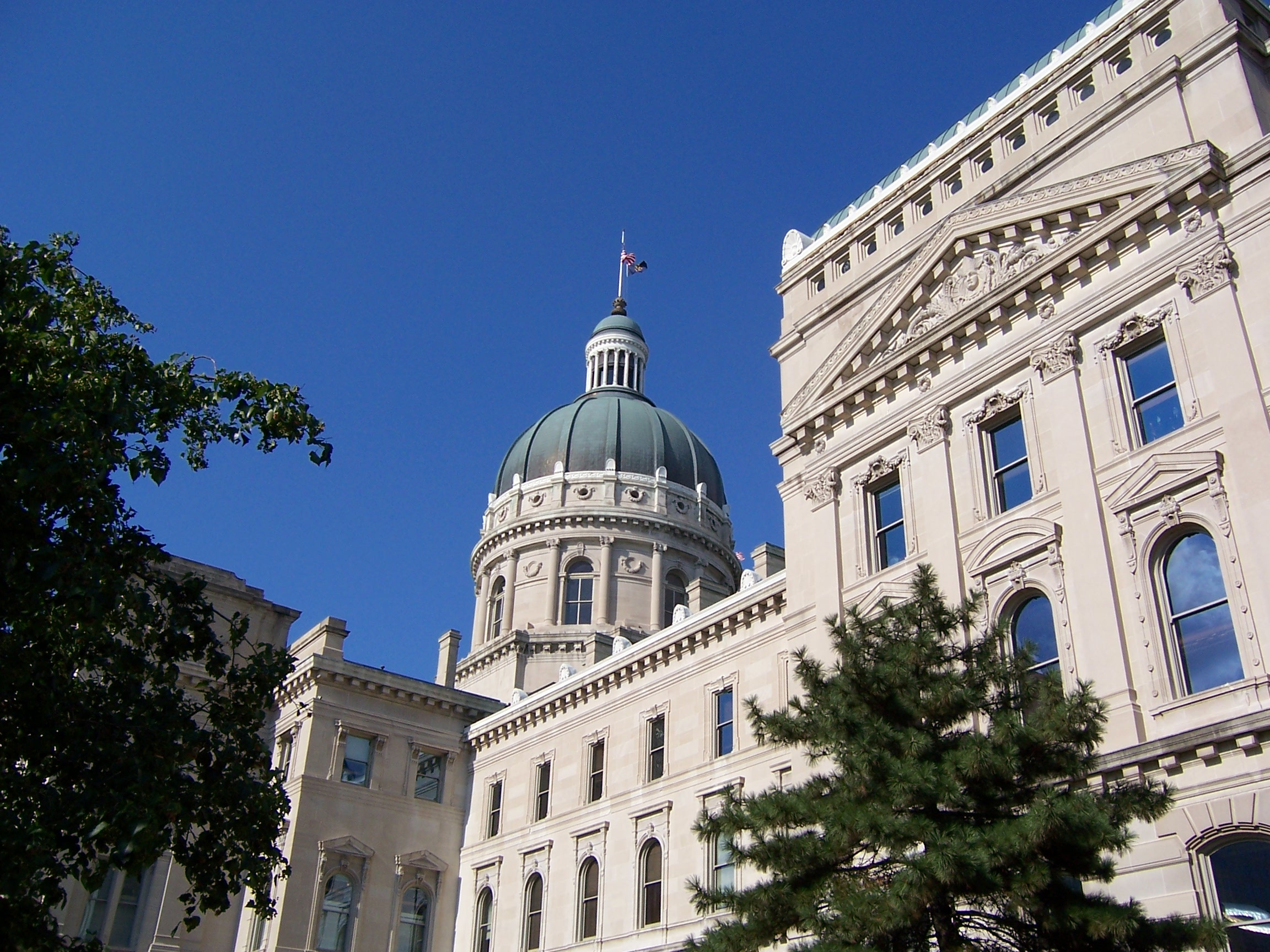
Fotografía de la Casa del Estado de Indiana; Indianápolis, IN; 2006. Por favor, atribuya el trabajo, según los derechos de autor.

En 1897, un médico y matemático aficionado de Indiana llamado Edwin J. Goodwin (ca. 1825 - 1902) creyó que había descubierto una forma correcta de realizar la cuadratura del círculo. Goodwin le propuso al representante por Indiana Taylor I. Record un proyecto de ley. Record presentó el proyecto en la Asamblea legislativa con el siguiente título Un proyecto de ley que presenta una nueva verdad matemática y que es ofrecido como una contribución a la educación que solo podrá ser utilizado por el Estado de Indiana en forma gratuita sin necesidad de pagar ningún tipo de royalties, siempre y cuando sea aceptado y adoptado en forma oficial por la legislatura en 1897.
El texto del proyecto consiste en una serie de aseveraciones matemáticas (presentadas en los párrafos que siguen), seguidas por una enumeración de los logros previos de Goodwin:
"... sus soluciones de la trisección del ángulo, la duplicación del cubo y la cuadratura del círculo han sido ya aceptadas como contribuciones a la ciencia por la American Mathematical Monthly ... Y es necesario recordar que hasta no hace mucho estos problemas habían sido declarados por las academias científicas como misterios insolubles más allá de la comprensión humana."
Esta aseveraciones falsas son típicas de un delirante de las matemáticas. Particularmente la literatura informal abunda en proclamas sobre la trisección del ángulo y la duplicación del cubo. Según Doron Zeilberger, las "soluciones" de Goodwin habían sido publicadas en la AMM, aunque con una nota deslindando responsabilidades.
La Casa de Representantes de Indiana envió el proyecto de ley al Comité sobre tierras pantanosas (o sobre Canales según algunas fuentes). Fue transferido al comité de Educación, el cual dio una opinión favorable, y el proyecto fue aprobado por la Casa de Representantes por unanimidad. Cuando este debate estaba concluyendo, llegó a Indianápolis el profesor C. A. Waldo, de la Universidad de Purdue, para gestionar el presupuesto anual para la Academia de Ciencia de Indiana. Un asambleísta le dio una copia del proyecto de ley, ofreciendo presentarle al genio que la había escrito. Waldo rechazó la invitación alegando que ya conocía tantos locos como estaba dispuesto a soportar.
El Senado de Indiana no había completado la aprobación final del proyecto de ley (que habían enviado al Comité en Temperance) y el profesor Waldo logró convencer a un número suficiente de senadores para que postergaran el proyecto en forma indefinida.

## Las matemáticas

### Aproximación de  π

Círculo ejemplo presentado por Goodwin en la sección 2 del proyecto de ley. Posee un diámetro de 10 y una circunferencia de 32; la cuerda de 90° se muestra con una longitud de "7".

Si bien el proyecto de ley se denominó "el proyecto de ley de pi", su texto no menciona al número pi en ningún párrafo, y parecería que Goodwin habría considerado que la relación entre la circunferencia y el diámetro de un círculo como un tema secundario frente a su objetivo de cuadrar el círculo. Al final de la segunda sección se encuentra el siguiente párrafo:

Más aun, ha permitido obtener la relación entre la cuerda y el arco de noventa grados, la cual es siete octavos, y también la relación entre la diagonal y un lado de un cuadrado que es diez séptimos, de donde surge un cuarto punto importante que es que la relación entre el diámetro y la circunferencia es cuatro a cinco cuartos[.]

Esto se acerca mucho a proclamar en forma explícita que π = 4/1,25 = 3,2, y que 
{\displaystyle {\sqrt {2}}\,} = 10/7 ≈ 1,429.
A menudo esta cita se lee como si fueran tres aseveraciones mutuamente incompatibles, pero son consistentes si el enunciado sobre la raíz cuadrada de 2 se interpreta refiriéndose al cuadrado inscripto (con el diámetro del círculo como diagonal) en vez de con respecto al cuadrado en el radio (con la cuerda de 90° como diagonal). En su conjunto describen el círculo que se muestra en la figura, cuyo diámetro es 10 y posee una circunferencia de 32; la cuerda de 90° se considera que mide 7. Ambos valores, 7 y 32, se encuentran dentro de una precisión de unos pocos porcentajes de las longitudes verdaderas para un círculo que posee un diámetro de 10 unidades (lo cual, por supuesto, no significa que sea exacta la presentación que hace Goodwin).

### Área del círculo
El objetivo principal de Goodwin no era medir longitudes en la circunferencia sino cuadrar el círculo, lo cual interpretaba en forma literal, o sea encontrar un cuadrado que tuviera la misma área que tiene un círculo. Él sabía que la fórmula de Arquímedes para calcular el área de un círculo, que se basa en multiplicar el diámetro por un cuarto de la circunferencia, no es una solución al antiguo problema de cuadrar el círculo; esto es porque el problema es construir el área utilizando solo un compás y una regla (sin graduaciones), y  Arquimedes no dio un método para construir una línea recta de igual longitud que la circunferencia. Claramente Goodwin no sabía de este requisito fundamental; él creía que el problema con la fórmula de Arquímedes es que daba resultados numéricos incorrectos, y que la solución al antiguo problema debía ser encontrar la fórmula "correcta". En el proyecto de ley, Goodwin propuso su propio método, sin brindar una justificación.